# Farewell Point
Der Farewell Point (englisch für Lebewohl-Spitze) ist eine Landspitze, die den nordöstlichen Ausläufer von Bird Island vor der dem nordwestlichen Ende Südgeorgiens bildet.
Die Benennung geht vermutlich auf Wissenschaftler der britischen Discovery Investigations zurück, die Südgeorgien zwischen 1926 und 1930 kartierten.